# Вараждинска
Вараждинска, Вараждинская жупания (хорв. Varaždinska županija) — жупания на севере Хорватии на границе с Словенией. Административный центр жупании — город Вараждин.

## География
Площадь жупании — 1262 км². На севере жупания граничит с жупанией Меджимурска, на юго-востоке — с Копривничко-Крижевачка, на юге — с Загребачка, на юго-западе — с Крапинско-Загорска. На северо-западе жупания граничит со Словенией. По территории жупании проходит ряд важных автомобильных и железнодорожных магистралей, по направлениям Будапешт — Вараждин — Загреб и Марибор — Вараждин — Осиек.
Северная часть жупании расположена на низменной долине Дравы, южная более холмистая. Граница с жупанией Крапинско-Загорска проходит вдоль гор Иваншчица, граница с Копривничко-Крижевачка — по горам Калник.

## Население и административное деление
В соответствии с данными переписи 2001 года, на территории жупании проживало 184 769 человек, 97,7 % составляют хорваты, 0,4 % — сербы, 0,3 % — словенцы.
В административном отношении жупания разделена на шесть городов и 22 общины (по данным на 2001 год).
Города:
- Вараждин
- Лудбрег
- Лепоглава
- Иванец
- Нови-Мароф
- Вараждинске-Топлице

Общины:
- Бедня
- Беретинец
- Брезница
- Брезнички-Хум
- Цестица
- Донья-Воча
- Доньи-Мартиянец
- Горни-Кнегинец
- Ялжабет
- Кленовник
- Льюбешчица
- Мали-Буковец
- Марушевец
- Петриянец
- Срачинец
- Свети-Джурдж
- Свети-Илия
- Трновец-Бартоловечки
- Велики-Буковец
- Видовец
- Виница
- Високо